# O Arauto (Horta)
Arauto : jornal académico publicou-se na Horta entre 1957 e 1961, tendo como administrador o Liceu Nacional da Horta. No cabeçalho contam os nomes de Tomás da Rosa como editor e, ao lado, Henrique Barreiros e José Paulino como redatores.